# D.J. Ivey
D.J. Ivey (Miami Beach, 25 febbraio 2000) è un giocatore di football americano statunitense che milita nel ruolo di cornerback per i Cincinnati Bengals della National Football League (NFL).

## Carriera

### Cincinnati Bengals
Al college Ivey giocò a football a Miami. Fu scelto nel corso del settimo giro (246º assoluto) del Draft NFL 2023 dai Cincinnati Bengals. Malgrado la bassa scelta nel draft riuscì a entrare nei 53 uomini per l'inizio della stagione regolare alla fine della pre-stagione. A inizio anno fu nominato quarto cornerback nelle gerarchie della squadra. Debuttò come professionista subentrando nella gara del quinto turno contro gli Arizona Cardinals. La sua prima stagione si chiuse con 3 tackle e un passaggio deviato in 8 presenze, nessuna delle quali come titolare.